# Korčula (stad)
Korčula (Italiaans: Curzola; Latijn: Corcyra Nigra; Grieks: Korkyra Melaina) is een plaats op het gelijknamige eiland in de Adriatische Zee voor de kust van Kroatië. Het is de oudste en bekendste stad van het eiland. Deze stad heeft stadsmuren uit de 13e eeuw, die na 1420 met torens en bastions zijn versterkt door de Venetianen. Het belangrijkste monument van de stad staat aan het plein Stossmayerov en dat is de St.-Marcuskathedraal en daar vlakbij de gotische St.-Pieterskerk. Het gotische Arneri-paleis en het Gabrielles-(renaissance)paleis uit de 16e eeuw liggen tegenover de St.-Pieterskerk.
Het geboortehuis van de ontdekkingsreiziger Marco Polo (13e eeuw) is te zien als museum, maar de Venetianen claimen hún stad als geboorteplek. Zeker is dat Genuese zeelui hem hier in de nabijheid gevangengenomen hebben en dat hij toen in zijn cel zijn al dan niet gefantaseerde lotgevallen heeft opgeschreven.
Het stratenplan in Korčula is zodanig ontworpen dat de ijskoude Bora (een winterse valwind, die een snelheid van 60 meter per seconde kan hebben) door de behuizing wordt opgevangen. Hierdoor ontstond een wirwar van straatjes en steegjes. Men vindt daar fraaie kerkjes en paleizen die herinneren aan de Venetiaanse tijd, bijvoorbeeld de San Marco kathedraal, die gebouwd werd tussen de 13e en 16e eeuw, dus in diverse bouwstijlen. Tintoretto was een van de kunstenaars die aan het interieur mochten werken. Het stadsmuseum, met archeologische vondsten, is gevestigd in het paleis Gabrielis. Een iconen-galerij vindt men in de Sveti-kerk.
Pas in de 19e eeuw werd de huidige haven aangelegd.
Steden (gradovi): Dubrovnik · Korčula · Metković · Opuzen · Ploče

Gemeenten (općine): Blato · Dubrovačko Primorje · Janjina · Konavle · Kula Norinska · Lastovo · Lumbarda · Mljet · Orebić · Pojezerje · Slivno · Smokvica · Ston · Trpanj · Vela Luka · Zažablje · Župa Dubrovačka